# Glacialisaurus
Glacialisaurus („ledovcový ještěr“) byl rod po čtyřech chodícího býložravého dinosaura ze skupiny sauropodomorfů, který byl objeven v sedimentech geologického souvrství Hanson v Antarktidě. Patří tak k několika málo známým rodům antarktických dinosaurů.

## Popis
Fosilie tohoto dinosaura byly objeveny antarktickou expedicí v letech 1990 až 1991 ve výšce 4100 metrů nad mořem (u hory Mount Kirkpatrick). Formálně byl popsán roku 2007, typovým a jediným známým druhem je Glacialisaurus hammeri.
Tento bazální sauropodomorf žil v období spodní jury, asi před 185 miliony let. Typový druh G. hammeri byl popsán roku 2007 podle částečně dochovaných fosílií zadní končetiny a chodidla. Tento dinosaurus dosahoval délky kolem 6,2 metru a hmotnosti několika stovek kilogramů.

## V populární kultuře
Glacialisaurus se objevuje v první epizodě amerického trikového dokumentu Dinosaur Revolution z roku 2011.